# Nubi
Pour les articles homonymes, voir Nubi (rappeur) et kcn.
Le nubi (ou ki-nubi) est une langue créole à base lexicale arabe, dérivé de l'arabe soudanais et parlé autour de Bombo en Ouganda et de Kibera au Kenya par les descendants des soldats soudanais d'Emin Pasha qui y furent établis par l'administration coloniale de l'Empire britannique. Le nubi a environ 15 000 locuteurs en Ouganda et 10 000 au Kenya.